# Liszt Ferenc Zeneművészeti Egyetem
A Liszt Ferenc Zeneművészeti Egyetem (röviden: LFZE vagy Zeneakadémia) a magyar zenei felsőoktatás intézménye, mai épülete pedig egyike a legismertebb épületeknek Budapest VI. kerületében, mely egyúttal a hazai hangversenyélet egyik legjelentősebb helyszíne.

## Története
Középfokú zeneoktatás már 1840 óta folyt Magyarországon, a pesti Nemzeti Zenedében, ám a fővárosi polgárosodás éveiben felmerült egy felsőfokú zeneoktatási intézmény megteremtésének az igénye is. 1853-ban Erkel Ferenc vezetésével a Budapesti Filharmóniai Társaság is megkezdte működését a Nemzeti Színház zenekarára alapozva, mely 1865-től – átmeneti szervezési nehézségek után, Liszt Ferenc pesti nyilvános hangversenyeivel együtt – a Pesti Vigadó nagytermében tartotta koncertjeit.
Egy zeneakadémia szükségességének gondolata írásos formában 1866-ban merül fel először Sándor József kiáltványában, az Ábrányi Kornél szerkesztette Zenészeti Lapokban. Ezután az 1870-es évek elején került az országgyűléshez az akadémia létesítésének ügye. Csengery Antal, Deák-párti politikus javasolta, hogy a tehetséges növendékeknek ne külföldön kelljen tanulniuk, ezért 1871-ben a következőket mondta: „A közoktatás terén bármely irányban beruházott összeg meghozza az országnak kamatait”. Liszt Ferenc több levélben is kifejtette elképzeléseit az intézményről, például Trefort Ágoston kultuszminiszternek és Augusz Antalnak.

### A kezdetek Liszt lakásánál

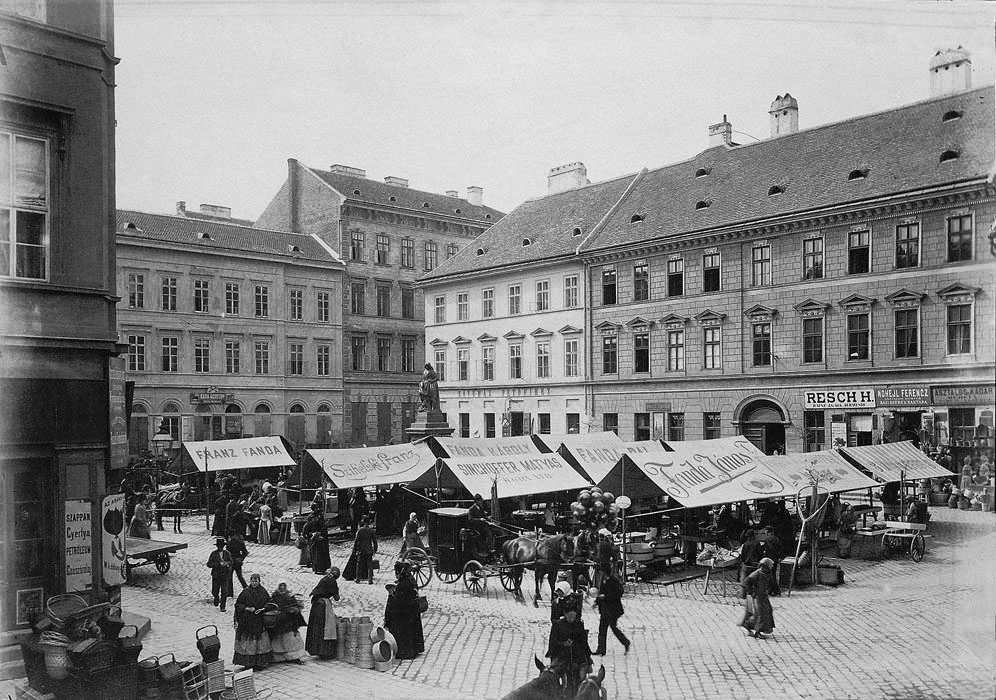
A Hal tér Klösz György fotóján, 1894 körül

1875 márciusában Liszt Ferencet a magyar parlament kinevezte a leendő Zeneakadémia elnökévé, amely néhány hónappal később, november 14-én tartotta ünnepélyes megnyitóját. Az intézmény igazgatója Erkel Ferenc lett. Megnyitó beszédét és az azt követő koncertet (melyen Maleczky-Ellinger Jozefa Erkel zongorakísérete mellett két dalt énekelt, Johann Dubez Liszt két művét játszotta el hárfán, Ódry Lehel Ábrányi egy költeményét énekelte el s végül Hermann Ruhoff játszotta el gordonkán Volkmann Róbert Romanze című művét) karénekek kísérték. Az új tanintézetben már másnap megkezdődött a tanítás.
Míg Liszt Ferenc hírneve és tekintélye nemzetközileg is jelezte az intézmény, az Országos Magyar Királyi Zeneakadémia rangját, addig a mindennapos feladatok megszervezése, a folyamatos működtetés és fejlesztés irányítása elsősorban Erkel Ferenc kezében voltak. A berendezések, az órarend és a tanterv kialakítása, a zeneműtár fejlesztése és a felvételik meghirdetése Erkel és Ábrányi Kornél feladata volt.
Az oktatás a Duna-parti Hal téren (a későbbi Eskü, ma Március 15. tér), a mai Molnár és Irányi utca kereszteződésének közelében,) a Liszt pesti lakása (ami a 4. szám alatt volt) melletti helyiségekben indult, az 5. szám alatti Friedrich-házban, ám ezeket lebontották az Erzsébet híd építésekor.
A tanítás megkezdésekor már a teljes házat az oktatás rendelkezésére bocsátották, de méltó elhelyezést csak négy évvel később kapott az intézmény, amikor a Sugár úton (Andrássy út – Vörösmarty utca sarkán) önálló épületet emeltek a számára.
Liszt és Erkel a zongora tárgyat tanították, a zeneszerzés professzora pedig Volkmann Róbert, a szászországi születésű magyar zeneszerző volt, aki 1841-ben telepedett le Pesten. Az intézet titkára nem más volt, mint Ábrányi Kornél, aki az évek során zeneszerzést, zeneesztétikát, magyar zenét, zeneelméletet és zenetörténetet tanított. Továbbá 1875-től volt a Zeneakadémia zeneszerzéstanára Nikolits Sándor is.
Az első évben 38 növendék járt az előadásokra. Liszt első növendékei közé tartozott Aggházy Károly, Juhász Aladár (1856–1922), Ravasz Ilona (1851–1922) és Thomán István, akikből hamarosan kiváló előadóművészek illetve tanárok váltak.
Még 1873-ban Budapest főváros hatósága a Liszt-jubileum alkalmakor – a művész akkor 50 éves művészi pályájának jubileumi ünnepségén – tízezer forinttal létrehozta a Liszt Ferenc alapítványt, mellyel évente a zeneakadémia három jeles növendéke részesülhetett támogatásban, akiket élete végéig Liszt, azután az intézmény igazgató tanácsa jelölhetett ki. 1876-ban – ahogy az ezt követő két évben is – elsőként Aggházy Károly, Juhász Aladár és Lépessy Ilona lettek felterjesztve és kapták meg a személyenként 200 forintos ösztöndíjat.
A negyedik, 1878/79-es tanévben Erkel Gyulát és Gobbi Henriket „rendkívüli tanárokká” nevezték ki. Ekkor már 71 növendék tanult az akadémián.

### A „Régi Zeneakadémia”
Az országos képzőművészeti társulat választmánya által finanszírozott bérpalota 1877 és 1879 között épült fel a mai Andrássy út 67. szám alatt Láng Adolf tervei alapján. A manapság „régi Zeneakadémia” néven említett épület (falán az emléktáblán Liszt Ferenc domborműves képmását ábrázolja Farkas Zoltán alkotása, 1934-ből). A háromemeletes sarokház neoreneszánsz stílusú. Fő homlokzata az Andrássy útra (az egykori Sugár út vagy Radialstrasse) néz, mely második emeleti ablakai fölött nagy zeneszerzőket (Bach, Haydn, Liszt, Erkel, Mozart, Beethoven) ábrázoló domborműves medaillonok vannak.
Az ötödik tanév már itt indult meg és az intézmény további majd négy évtizedig itt működött. Liszt, – aki tanári munkájáért nem fogadott el fizetést, – mint a Zeneakadémia alapító elnöke és professzora, szolgálati lakással rendelkezett a Vörösmarty utcai épület első emeletén, melyet 1881 januárjától haláláig lakott budapesti tartózkodásai idején. Itt 1986 óta emlékmúzeum működik egykori hangszereivel, bútoraival, könyv- és kottatárával, emléktárgyaival berendezve, időszaki és állandó kiállításnak is helyt adva.
Volkmann – akit Liszttel és Erkellel „a magyar zeneművészet fényes triászaként” említettek – 1883-as halála után a zeneszerzés oktatását a német Hans Kössler vette át. Koessler nem csupán kiváló zeneszerzéstanár volt, hanem tehetséges orgonista és karnagy is, aki az egyházzene területén is tevékenykedett.
1884-ben Huber Károly, a Nemzeti Színház zenekarának egykori koncertmestere és karnagya indította el a hegedűoktatást. Váratlan halála miatt az 1886-os tanévtől fia, az akkor már európai hírű Hubay Jenő vette át a hegedű tanszak vezetését. A brüsszeli konzervatóriumból azzal a feltétellel jött haza, hogy a prágai születésű kiváló csellista, Popper Dávid is katedrát kapjon Budapesten. Így 1886-ban a gordonkatanítás is megkezdődhetett a Zeneakadémián.
Liszt Ferenc 1886-ban bekövetkezett halála után Erkel Ferenc – kora és egészségi állapota miatt – 1887-ben az akadémia igazgatói posztjáról nyugdíjaztatását kérte. Utóda Mihalovich Ödön lett, aki egy személyben az elnöki és alelnöki pozíciót is betöltötte. 1880-tól volt a Magyar Királyi Zeneakadémia igazgatótanácsának tagja. 32 éven át, 1919-ig vezette az intézményt. Az 1900-as évek elejére a reformelképzelései és intézményfejlesztési koncepciója mentén kialakult az oktatásszervezeti váz, amely a negyvenes évekig alig változott, sőt a 21. században is jelen van.
Az európaiság és a magyarság zenei szintéziséből már zeneszerzőként a közös európai zenei nyelv elsajátítását tartotta fontosnak és igazgatása alatt is a Zeneakadémia színvonalának e gondolat mentén való biztosítása volt a fő szempontja. A zeneoktatásról vallott koncepciója szerint többek között fontosnak tartotta, hogy minden zenekari hangszer oktatása megvalósuljon, olyan tanároktól, akik tevékenységükről a kormánytól kaptak oklevelet, és az akadémián a tanári címet pályázaton nyerték el. Ezek megalapozására először előkészítő osztályokat szervezett, majd bővítette a vonós hangszeroktatást a nagybőgő szak bevezetésével illetve 1898-ra az általa megindított fúvósképzést is teljesé tette: először a kürt, oboa, majd a fuvola, klarinét, fagott, végül a harsona és trombita szakokat hozta létre.
Az 1887–88-as tanévtől a Zeneakadémia Országos Magyar Királyi Zene- és Színművészeti Akadémia néven működött, mivel 1887. július 1-én királyi leirat rendelkezett összevonásáról az Országos Színészeti Iskolával – aminek 1881 óta ugyancsak Mihalovich volt az igazgatója – hat tanéven át, 1893-ig.
Az 1891/92-es tanévre kialakult a zongora tanszak tanfolyamainak – az előkészítő, az akadémiai és a tanárképző, illetve az ezekhez szervesen kapcsolódó hároméves gyakorlóiskolai tanfolyam – egymásra épültsége. A három tanár, Chován Kálmán (a többieknél tíz évvel idősebben, a bécsi Horak-féle iskola tapasztalataival), illetve Thomán István és Szendy Árpád (két volt Liszt- és zeneakadémiai növendék) tevékenysége nyomán a szak egyre nagyobb népszerűségnek örvendett. 1888 és 1895 között csaknem megháromszorozódott a zongora szak különböző tanfolyamain tanult növendékek száma.
Alapvető feladatának tekintette egy új tanári kar megszervezését. Igazgatóságának első éveitől kezdve a Zeneakadémia tanárait állami tisztviselői fizetéssel és nyugdíjjogosultsággal alkalmazták. Az oktatás minőségének megőrzése végett, pályázati rendszerében számos német nyelvű és nyelven oktató tanárt alkalmazott (Hans Koessler, David Popper, Adele Passy-Cornet, Gianicelli Károly, Kruyswyk Péter és Walter oboások, Adolf Burose, Wieschendorff Henrik), ami miatt sokat támadták „germanizáció” vádjával az intézményt. De ezeket az idő is megcáfolta, hiszen Koessler tanítványai közül kerültek ki Dohnányi Ernő, Bartók Béla, Kodály Zoltán, Weiner Leó, Kálmán Imre, Huszka Jenő, illetve Popper – és később Weiner Leó világhírű „magyar kamarazene iskolájának” – növendékeiből alakultak meg az első s további jelentős magyar vonósnégyesek.

### Új épület és gyarapodás a 20. század első felében
A Sugár út Vörösmarty utca sarkán álló bérépület a fejlődés következtében századfordulóra szűknek és korszerűtlennek bizonyult, miközben egy másik állami intézet is kinőtte épületét. Így 1901-ben a kormány megvásárolta a Gyár utca (ma ezen teljes hosszában a Liszt Ferenc tér 1907-től, a Jókai utca és Jókai tér 1925-től található), Király utca és Kemnitzer utca (ma Dohnányi Ernő utca) által határolt területen álló telket a Vakok Intézetének országos alapjától és megbízást adott Korb Flóris és Giergl Kálmán műépítészeknek az új zenepalota megtervezésére. A szerkezeti terveket Zielinski Szilárd és Jemnitz Zsigmond készítették. 1903-ban az ott állt régi klasszicista házat lebontották, miközben áprilisban az Országos Képzőművészeti Társulat választmánya elfogadta Wodianer Artúr (1860–1921, a Lampel-féle könyvkiadó vállalat tulajdonosa) vételi ajánlatát a bérházára (a Zeneakadémia akkori épülete).
1904 novembere és 1907 májusa között épült föl az intézmény immár saját háza, s lett belőle a világhírű budapesti Zeneakadémia, mely kiváló adottságú hangversenytermeivel a magyar és az európai zenei élet fontos központjává vált. A szecessziós épület mind egységes művészi hatásában, mind nagyságában új, eredeti és jelentős alkotás volt. Az ünnepélyes megnyitó öt napig tartott. A május 12-i nyitóünnepség keretében kapta a Gyár utca akadémia előtti széles szakasza a Liszt Ferenc tér nevet. Az új épület több növendék felvételét tette lehetővé, így új tanárokat kellett kinevezni. Ekkor lett többek közt Kodály Zoltán és Bartók Béla, a következő tanévtől pedig Weiner Leó a Zeneakadémia tanára.
1907-ben az Akadémia keretében egy új zenekar létesült. Tanáraiból, akik valamely zenekari hangszeren játszottak, az országos magyar királyi zeneakadémiai tanárok zenekari társasága címen egyesültek és megalakították a körülbelül 80 tagú Akadémiai Zenekart, amelyben a tanárok mellett az intézetben végzett növendékek legjava és szükség szerint a tanulók közül a legérettebbek is részt vettek.
A tízes években is tovább folytatódott a Zeneakadémia felemelkedése. Még az 1908–1909-es tanévben hangverseny-ének tanszak létesült, ami a magánének új, magasabb szintű képzését, a daléneklés fejlesztését tette lehetővé. Olyan énekesnők végeztek itt, mint Medek Anna, Haselbeck Olga, Basilides Mária, Némethy Ella, Sándor Erzsi vagy Budanovits Mária, ami egyben azt is jelentette, hogy a budapesti Operaház már itthonról is kapott utánpótlást, az addig főképp külföldiek révén kivívott európai rangjának megtartásához.
Az első világháború idején a Zeneakadémia viszonylagos nyugalomban tudta folytatni működését. Az 1916–1917-es tanévben kezdte meg zeneakadémiai tanári működését Dohnányi Ernő, aki Chován Kálmán zongoratanszékét vette át, s alig egy év múlva nagyszabású tantervi és strukturális reform tervével lépett elő, mellyel szembe ment az addigi struktúrával (többek között az osztályzást és a vizsgát is el akarta törölni), így elvetették. Az oktatási miniszter 1918 őszén feljogosította az intézetet az Országos Magyar Zeneművészeti Főiskola cím viselésére.

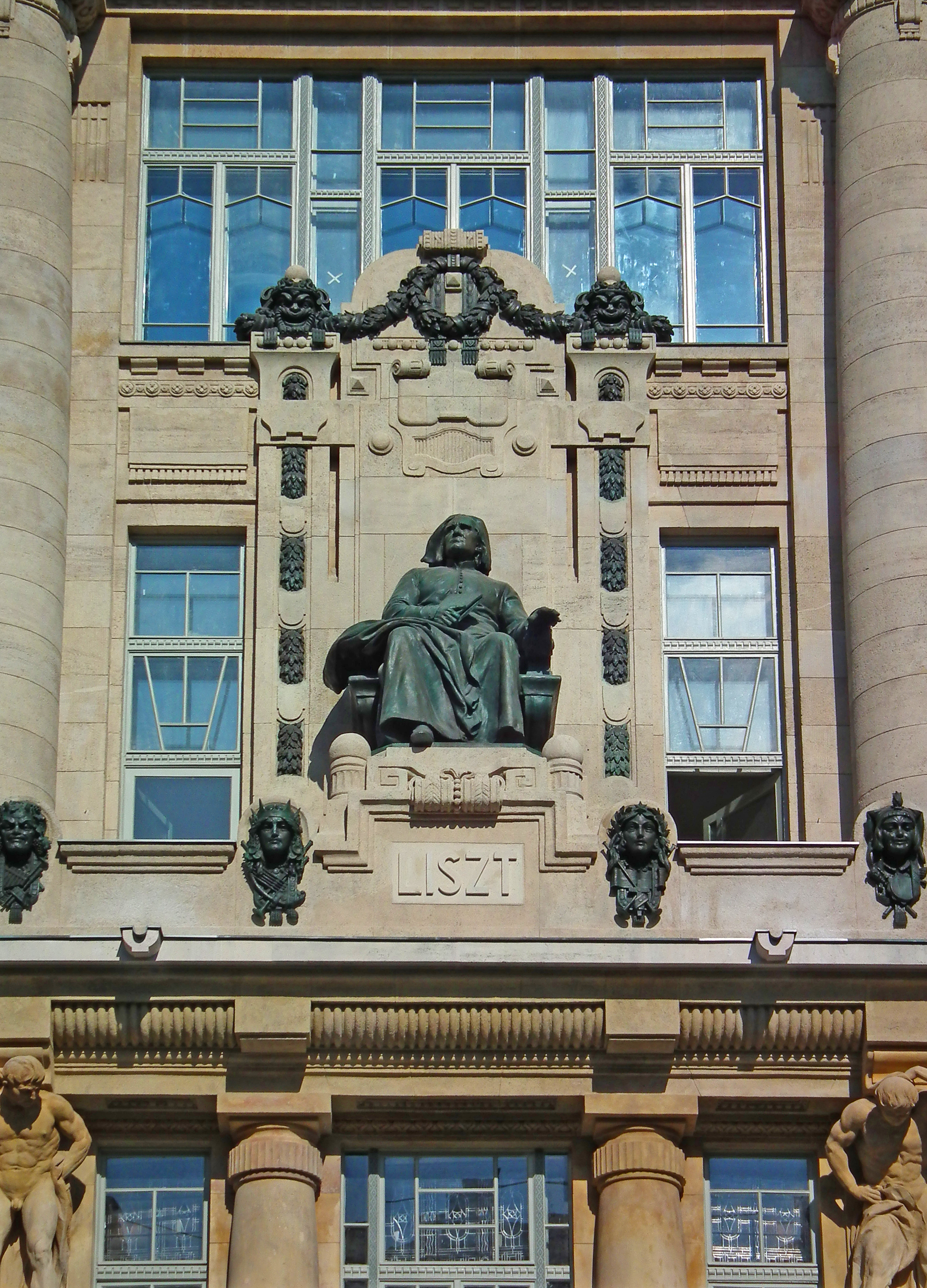
Liszt Ferenc bronzszobra a főhomlokzaton

1919. február 16-án Mihalovich Ödön saját kérelmére nyugalomba vonult. A Zeneakadémia megteremtése és fejlesztése érdekében kifejtett tevékenységének elismeréséül 1920. november 21-én az intézet örökös elnökévé nevezték ki. A főiskola élére Dohnányi került, de ekkor csupán októberig, ugyanis a Tanácsköztársaság Zenei Direktóriumában való részvételére hivatkozva az aligazgatóval, Kodály Zoltánnal együtt, felfüggesztették állásából. 1919 novemberétől 1934-ig Hubay Jenő töltötte be a főigazgatói pozíciót. Az oktatási reformokat bevezetni szándékozó Dohnányi és a konzervatív irányt képviselő Hubay viszonya a vezetésért vívott harcban megromlott. Csupán a húszas évek végén a Beethoven-centenárium alkalmával vált ismét harmonikussá, 1928-ban pedig már nemcsak a zongora, hanem a zeneszerzés szak vezetését is átvette. Dohnányi tanítványainak többsége az intézmény későbbi zongoratanára lett és olyan, később világhírűvé vált művészek indultak el irányításával, mint Anda Géza, Böszörményi Nagy Béla, Faragó György, Fischer Annie, Földes Andor, Petri Endre, Solymos Péter, Szegedi Ernő, Wehner Tibor, vagy a nála zeneszerzést tanult Solti György és Rajter Lajos is. Kodály már 1921-ben visszatért és nyugdíjba vonulásáig tanított zeneszerzést. A „Kodály-iskolának” 1908 és 1940 között összesen 268 növendéke volt, köztük Bárdos Lajos, Doráti Antal, Gárdonyi Zoltán, Járdányi Pál, Kósa György, Lajtha László, Seiber Mátyás, Szőllősy András, Veress Sándor.
A Zeneakadémia 1925-ben ünnepelte fennállásának 50. évfordulóját, mely alkalomból az intézet – Hubay kezdeményezésére – felvette Liszt Ferenc nevét, és emlékére múzeumot is alapítottak az épületben.
1934-ben Hubay a Zeneakadémia örökös elnöke cím elnyerésével egy időben nyugdíjba vonult és Dohnányi Ernő újra a Zeneakadémia főigazgatója lett. Azonban miután 1939-től a zsidótörvények elleni tiltakozásként megakadályozta az intézményben a „zenei kamara” felállítását, a személyét ért támadások miatt és mert a zsidó származásúakat az elbocsátástól megóvni már nem tudta, 1941-ben lemondott minden vezető tisztségéről. A Liszt Ferenc Zeneművészeti Főiskola főigazgatójaként 1943. június 30-án nyugdíjazták, s egyben az intézmény tiszteletbeli elnökévé nevezték ki. Utóda a kiváló Hubay-növendék, Zathureczky Ede lett. A második világháború közepette az értékek megőrzése, utána a pusztítás utáni újjáépítés irányítása volt elsődleges feladata, miközben az átvonuló politikai irányvonalak elvárásai is jelentősen behatárolták mozgásterét. 1944. március 5-én – a német megszállás előtti hetekben, kétségbeesett nyugati kapcsolatfelvételi kísérletek idején – a Zeneakadémia nagytermében az új magyar kamarazenét bemutató hangversenyen a nagy bajtársi egységben szerepeltek zsidó és nem zsidó ifjú zeneszerzők, mint Székely Endre és Mihály András, illetve Járdányi Pál és Sugár Rezső.
A Zeneakadémia épületében kezdte meg működését az első, Budapesten tevékenykedő népbíróság (ekkor még „néptörvényszék”). 1945. január 29. és február 3. között a dr. Major Ákos elnökölte tanács itt tárgyalta a 124 rendbeli gyilkossággal vádolt Haynal Alajos vezérőrnagy, Rotyis Péter és Szívós Sándor keretlegények ügyét, akiket február 3-án halálra ítéltek (Haynalt távollétében) és még aznap az Oktogonon kivégeztek. Szálasi Ferenc főtárgyalása is itt zajlott.
A világháború utáni első koncertet 1945. március 17-én rendezték meg a Zeneakadémián, melyen Ferencsik János vezényelte a Székesfővárosi Zenekart, hegedűn közreműködött Lengyel Gabriella (aki Zsolt Nándor tanítványa volt) – ennek a koncertnek a műsorát szóltatatták meg 70 év után a Zeneakadémia 140. évfordulóján, melyen Kocsis Zoltán dirigált, Mendelssohn hegedűversenyének szólóját pedig Pusker Júlia játszotta. Az 1945. március 17–18-ai koncertnek szervezői a „Tiltott művek” címet adták, s elsősorban a háborús években faji okból száműzött szerzők és életművek előtt akartak tisztelegni. 1945. július 28-án pedig az „Új Magyar Zeneművek” című kamarahangverseny színtere volt a nagyterem, ami a gyász zenei feldolgozása volt. Ezen hangzott fel például Lajtha László gordonka-zongorakoncertjének ősbemutatója Bartók Béla utolsó, még Európában komponált művével, a 6. vonósnégyessel egy műsorban. A háború utáni első nemzetközi előadó Yehudi Menuhin volt. 1946. június 27-ei hangversenyének jelentőségét az is növelte, hogy fellépti díját a nélkülöző magyar művészeknek adományozta és magával hozta, előadta az addig Budapesten még nem ismert, első Amerikában írott Bartók-művet, a Szólószonátát.

### Az 1950-es évektől
1947 és 1949 között zajlott a kommunista hatalomátvétel. A Főiskola növendékeinek száma éppen ekkor, az 1948/49-es tanévben volt az addigi legmagasabb: 910 fő. 1951 elejéig kísérletezett a kultúrpolitika a zenetudomány területén (is) a radikális politikai beavatkozással, ennek kudarca után inkább számolt a tudomány régi elitjének közreműködésével. Mint minden felsőoktatási intézményben, a Zeneművészeti Főiskolán is bevezették a Marxizmus–leninizmus oktatását és megszüntették az Egyházzenei Tanszakot. Háttérbe szorult a művészképzés, egyre nagyobb súlyt helyeztek a tömegnevelésre, a tanárképzésre. 1949-ben létrehozták a középiskolai énektanár- és karvezetőképző tanszakot. 1951-ben Zenetudományi Tanszak létesült Bartha Dénes vezetésével, melyben 1953-tól – de a zenetudományi élet főiskolán kívüli egészében is – relatíve autonóm cselekvési térhez jutott Szabolcsi Bence tanszékvezetőként és Kodály Zoltán oktatóként (utóbbi ezzel együtt felkarolt és az elkallódástól megmentett fiatal tehetségeket, akiket politikai nyomás alatt tartottak, vagy akik kifejezetten az üldözöttek közé tartoztak, a zeneszerző Ligeti Györgytől a zongorista Vásáry Tamásig).
1952-ben oktatási reform keretében megszüntették az előkészítő, akadémiai és művészképző osztályok hármas tagolódását, helyébe az egységes ötéves főiskolai osztályos új szervezeti felépítés lépett, amely végén a növendékek művésztanári oklevelet kaptak. A hallgatók száma 445-re csökkent és innentől minden évben egyre kevesebb lett. Zathureczky fokozatosan visszahúzódott a főiskola aktív irányításától, az adminisztratív teendők Kozma Erzsébet főtitkárra hárultak. 1953 után, a sztálinista politikai gyakorlattal való szakítást nyíltan szorgalmazó, hangadó baloldali értelmiség körében Kodály egyre jelentősebb, általános elfogadottságot élvező szimbolikus alakjává vált.
Az oktatás színvonala az erőszakos átszervezések ellenére sem csökkent és számos kiemelkedő tehetség pályája indult el továbbra is a budapesti Zeneakadémián.
A zongora főtárgy tanára volt Hernádi Lajos, Bächer Mihály, Antal István, Horusitzky Zoltán, Nemes Katalin, Wehner Tibor, Ungár Imre, Zempléni Kornél, Szegedi Ernő, Solymos Péter és Kadosa Pál zeneszerző, akinél olyan tanítványok végeztek, mint az ötvenes években Kurtág György és Hambalkó Edit, a hatvanas években Kiss Gyula, a hetvenes években pedig Kocsis Zoltán, Ránki Dezső és Schiff András. Az Orgona tanszak oktatói ebben az időszakban Pécsi Sebestyén, az 1960-as évektől Gergely Ferenc, az 1970-es évektől Lehotka Gábor voltak
A Vonós Tanszék elismert művészei és tanárai voltak többek között Garai György, Lukács Pál, Zsámboki Miklós (aki még Popper-tanítvány volt), Banda Ede, Rados Dezső és Országh Tivadar. A zeneszerzés főtárgyat Viski János, Szervánszky Endre és Farkas Ferenc, karmesterséget Somogyi László, karvezetést Vásárhelyi Zoltán, cimbalmot pedig Rácz Aladár.
Zenetörténetet Szabolcsi Bence, Bartha Dénes, Gárdonyi Zoltán és Kókai Rezső, zeneelméletet Bárdos Lajos, népzenét pedig Kodály Zoltán és Lajtha László tanított. További, elméleti tárgyakat mások mellett Molnár Antal, Legány Dezső, Maros Rudolf, Ligeti György, Szőllősy András és Ádám Jenő tanítottak.
Az operarendezői szak tanára Oláh Gusztáv volt, és olyan kiváló énektanárok oktattak, mint Hoór Tempis Erzsébet, Maleczky Oszkár, Révhegyi Ferencné és Rősler Endre.
1956. május közepén a kormányzat miniszteri biztost nevezett ki a főiskola élére. Az 1956-os forradalom után Zathureczky Ede külföldre távozott, 1957 júniusában pedig lemondott igazgatói posztjáról. A főiskolai tanárok közül Somogyi László és Kertész István karmester, Engel Iván zongoraművész és számos növendék is elhagyta az országot. A hallgatók száma 340-re csökkent. 1957-ben Szabolcsi Bence elnökletével háromtagú igazgatótanács vette át a vezetést, majd 1958. szeptember 1-jével Szabó Ferenc zeneszerzőt nevezték ki főigazgatóvá, aki folytatta oktatómunkáját is. 1967-ben nyugdíjazták, utóda Kovács Dénes hegedűművész lett. Igazgatása alatt a főiskola zongoristák, hegedűsök és gordonkások képzése céljából speciális előkészítő tagozatot indított – ahová már 8 éves kortól fölvettek növendékeket – és ekkor vezették be a félévi vizsgákat is.
Még 1966-ban a Bartók Béla Zeneművészeti Szakközépiskolában működő tanárképzést a főiskolához csatolták, majd 1973-tól teljes egészében az intézmény gyakorlóiskolája lett – később, 1990-től kapta hivatalosan a Bartók Béla Zeneművészeti Szakközépiskola és Gimnázium, a Liszt Ferenc Zeneművészeti Egyetem Gyakorlóiskolája nevet, röviden: Bartók Béla Konzervatórium.
1970-ben – Bartók Béla halálának 25. évfordulóján – a II. emeleti „XIV. számú” tantermet (melyben egykor a szerző tanított) Bartók-teremmé avatták és emléktáblával jelölték (akárcsak később Kodály, Hubay és Weiner tanterme).
Az intézményt a 1971. évi 20. számú törvényrendelet egyetemi jellegű főiskolává, a Magyar Népköztársaság felsőoktatási intézményeiről szóló 1986. évi 13. számú tvr. pedig egyetemmé nyilvánította, akkor még a hagyományos név megtartása mellett. Az Egyetem szót 2000 januárjában vette fel a nevébe.

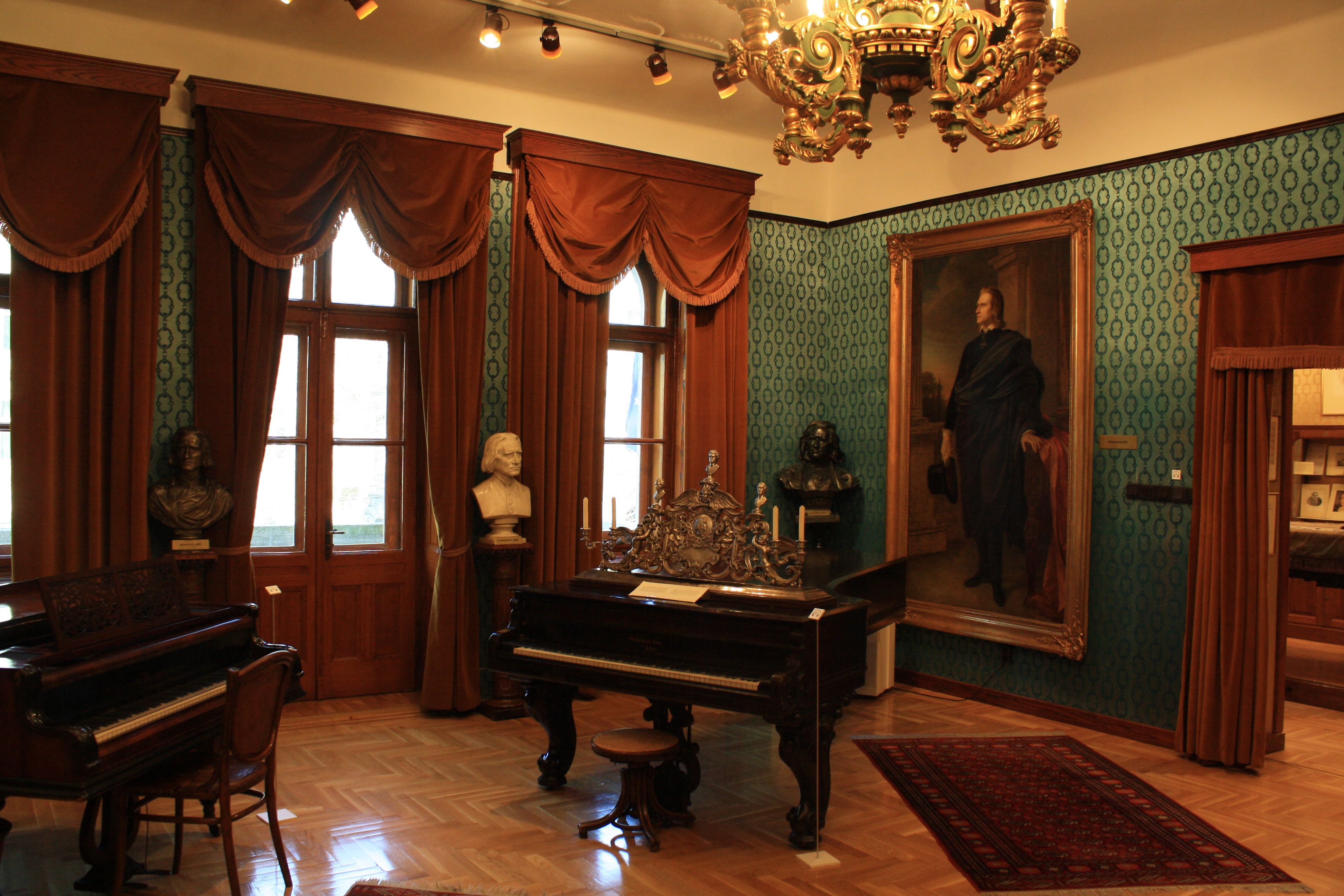
A Liszt Ferenc Emlékmúzeum

Az 1970-es évek közepétől egyre több külföldi hallgatója volt az intézménynek, illetve számos tanfolyamot is szerveztek. 1980-ban Ujfalussy József zenetudóst nevezték ki rektornak, aki 1988-ig vezette az intézményt. Igazgatóságának első évében a főiskola vissza tudta vásárolni az Andrássy út–Vörösmarty utca sarkán álló „régi Zeneakadémiát”. Ennek, illetve a Liszt Ferenc Emlékmúzeum és Kutatóközpontnak az ünnepélyes megnyitására 1986 szeptemberében, Liszt Ferenc születésének 175., halálának 100. évfordulója alkalmából került sor.
Az 1988–1989-es tanévtől kezdve Soproni József zeneszerző kapott rektori megbízást. Az 1989–1990-es tanévben indult el a korrepetitorképzés, egy évre rá újjáéledt az Egyházzene Tanszék, a – korábban a Bartók Béla Zeneművészeti Szakközépiskola részeként működő – Jazz Tanszéket pedig a Tanárképző Intézethez csatolták, s így főiskolai rangot kapott a Gonda János alapította műhely. 1991–1992-ben hároméves képzés indult zenei menedzserek, valamint rádiós és tévés zenei szakemberek számára, illetve megnyílt a kétéves hangszerészképző iskola is.

### A rendszerváltozás után
1994-től 1997-ig Lantos István zongora- és orgonaművész látta el a rektori tisztet. 1995-ben megindult a zenetudományi szakon végzett hallgatók számára a PhD-képzés. Ebben az évben az intézmény – a magas szakmai és oktatási színvonal ellenére – gazdasági csőd közelébe került az intézmény, amitől egy kormányzati, ötvenmilliós gyorssegély mentette meg. Egyúttal egyre több külföldi diák jelentkezett a főiskolára és a különböző szakmai kapcsolatok is erősödtek rangos külföldi társintézményekkel.
1997-től 2004-ig Falvai Sándor zongoraművész lett az intézmény rektora. Igazgatásának első évében indult el a DLA-doktorképzés, amely az összes hangszeres, énekes, zeneszerző és egyházzenei szakon tanulók számára lehetővé tette a fokozat elnyerését. 1997. november 14-én, a Zeneakadémia megnyitásának 122. évfordulóján alakult meg a Liszt Ferenc Zeneakadémia Baráti Köre Egyesület, amit 1999-ben minősített a bíróság közhasznú szervezetté. A főiskola megsegítésére jött létre – Birthe Lundvik, a volt svéd nagykövet feleségének kezdeményezésére – több más alapítvánnyal együtt.

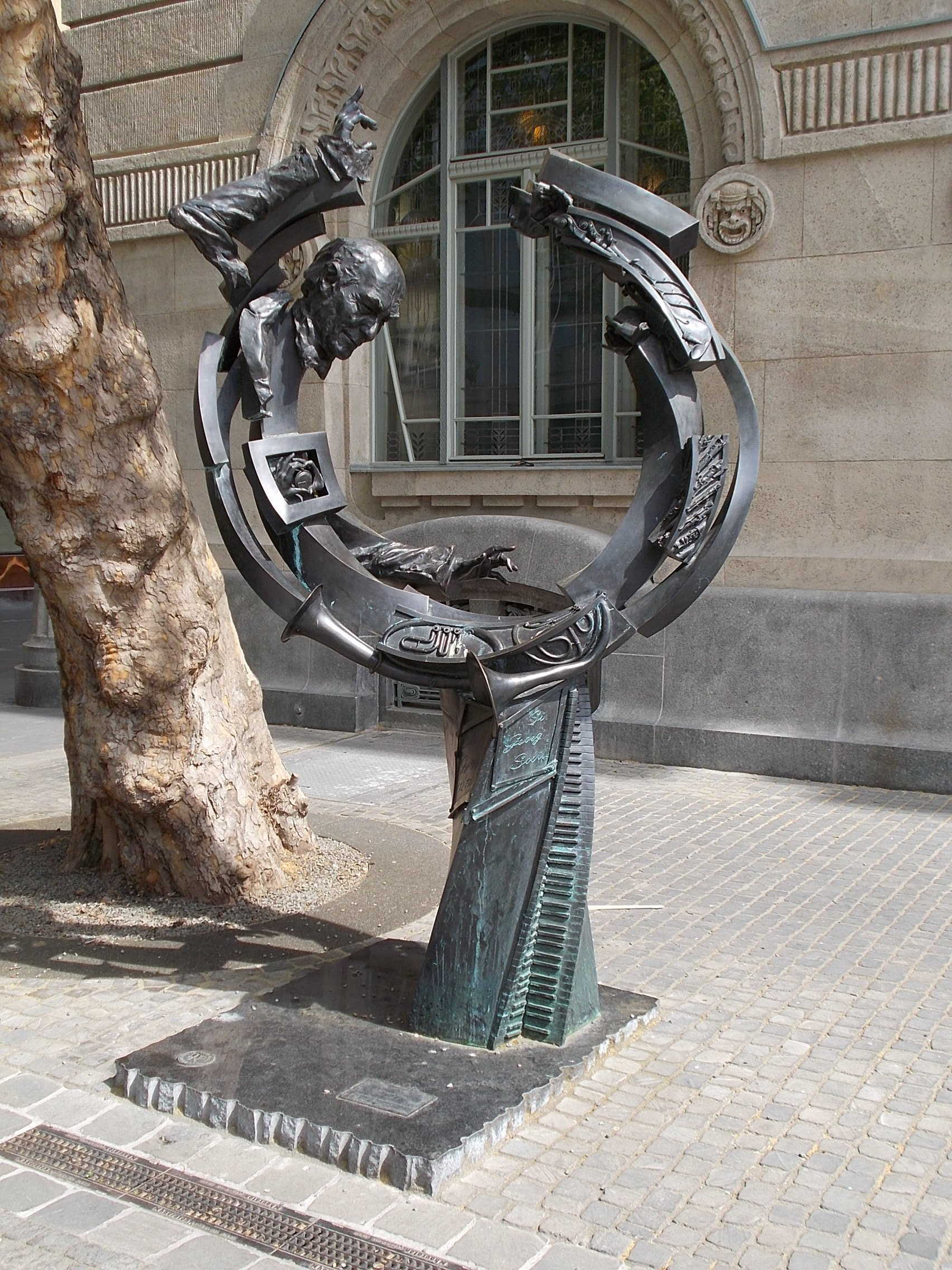
Párkányi Raab Péter: Solti György-szoborkompozíció (Liszt Ferenc tér, 2013)

A Nemzeti Kulturális Örökség Minisztériuma a Zeneakadémia központi épületét és tevékenységének egy részét „kiemelt nemzeti intézmény”-nek nyilvánította. Ettől kezdve az egyetem a kulturális örökség ápolását, megőrzését jelentő feladatokat is ellát. Ilyen az intézmény nemzetközi hírű könyvtárának vagy a Liszt Ferenc Emlékmúzeum és Kutatóközpontnak a működtetése, illetve magának a Zeneakadémia hangversenytermeinek a folyamatos karbantartása. Az intézményről a vidéki tagozatok leváltak és önállósodtak – pontosabban beolvadtak a helyi főiskolákba, egyetemekbe.
2004-től 2013 őszéig két ciklusban Dr. Batta András zenetörténész volt az intézmény rektora. Nevéhez fűződik az intézmény átvilágítása, fejlesztése. 2005. január 1. óta az egyetem önálló oktatási egysége a Kodály Zoltán Zenepedagógiai Intézet (Kodály koncepciójára épülő felsőfokú zenepedagógiai tanulmányi és képzési központ Kecskeméten), ahol kétévente megrendezik Nemzetközi Kodály Szemináriumot. Dr. Batta András igazgatása alatt, 2007 júliusában döntött a kormány a főépület felújításáról, miután elfogadta az erre vonatkozó projektjavaslatot.
Bár már az 1920-as években Kodály Zoltán „magyarság programjának” is a népzene képezte legfontosabb részét, de a 2000-es évekig csak kezdeményezésekig jutott az önálló oktatás. Ezek után 2007 szeptemberében indult meg a hangszeres és énekes népzenészképzés a Zeneakadémián, olyan szakemberekkel, mint Árendás Péter, Balogh Kálmán, Balogh Sándor, Borbély Mihály, Eredics Gábor, Halmos Béla, Jánosi András, Juhász Zoltán, Kobzos Kiss Tamás, Sebő Ferenc, Vakler Anna gyakorlati és Pávai István, Tari Lujza, Sándor Ildikó, Sipos János, Felföldi László, Ferenczi Ilona, Richter Pál elméleti oktatókkal.
2013-ban Dr. Vigh Andrea hárfaművészt nevezték ki az intézmény élére.
2023. január 1-től az egyetem kancellárja lett Kotán Attila Bertalan, aki addig a Budapesti Műszaki és Gazdaságtudományi Egyetem kancellári tisztségét töltötte be. Ezt a megbizatását 2024. március 31-i hatállyal visszavonták.

### Megújulás
A Liszt Ferenc téri palota rekonstrukciójának – korabeli szerkezeteinek rehabilitálásán túl az európai uniós szabványoknak is megfelelő – kivitelezése 2011-ben kezdődött hosszas, 2002 óta zajló előkészítés és a Király utcai épület 2009-es bezárása után a Liszt Ferenc Zeneakadémiája, az európai felsőfokú zenei oktatás megújuló központja Budapesten projekt keretében. Ezt megelőzően (2006-2007) Budapest Főváros Önkormányzata a Liszt Ferenc Zeneművészeti Egyetemnek adományozta az Oktatási Minisztérium közvetítésével a VII. kerületi Wesselényi utca 52. alatt található, addig a Modell Divatiskola működésében álló épületet, amely 2011. október 1. óta viseli Ligeti György nevét. Az ingatlanok tulajdonosa a magyar állam, vagyonkezelője az egyetem. A Ligeti épületben kaptak helyet az egyetem választott vezetői, valamint a támogató adminisztratív területek irodái, továbbá itt zajlik az elméleti és a zenei tárgyak oktatása is audiovizuális eszközökkel felszerelt tantermekben, valamint egy professzionális stúdióban és 28 gyakorlóteremben.
A Zeneakadémia Liszt Ferenc téri épülete napközben az oktatás zavartalansága érdekében csak szervezett formában látogatható, a nagyközönség számára a hangversenyek előtt egy órával nyit ki.
Az Andrássy út sarkán álló régi épület 1980 óta áll ismét a Zeneakadémia kezelésében, itt folyik az egyházzenei képzés, illetve az orgona- és a csembalóstúdiumok, a kamarazene, valamint a vonós- és gitárórák egy része. Kamaraterme kedvelt koncerthelyszín, amelyből közvetlen ajtó nyílik Liszt Ferenc ma múzeumként látogatható, utolsó pesti lakásába.
A Régi Zeneakadémia mellett a Liszt Ferenc Zeneművészeti Egyetem tanszékei megtalálhatók még a Semmelweis utca 12., a Köztelek utca 8. és az Üllői út 25. alatt.
A felújítás óta az intézmény nem csupán oktatási tevékenységet végez, hanem önálló koncertközpontként is működik, aminek köszönhetően a művésztanárok és a tehetséges hallgatók a budapesti koncertélet jól ismert szereplőivé válhatnak, és rendszeresen állnak egy pódiumon a Zeneakadémián rendszeresen megforduló világklasszisokkal.

## Képzés

### Tanszékek
2019-ben
- Billentyűs és Akkordikus Hangszerek Tanszéke

Tanszéki csoportok:
- Zongora
- Zongora kötelező
- Zongorakísérő-korrepetitor
- Orgona
- Csembaló

- Egyházzene Tanszék
- Ének Tanszék
- Fúvós Tanszék

Tanszéki csoportok:
- Fafúvós
- Rézfúvós

- Jazz Tanszék
- Kamarazene Tanszék
- Karmester és Karvezető Tanszék
- Népzene Tanszék
- Tanárképzési Tanszék
- Vonós Tanszék

Tanszéki csoportok:
- Hegedű
- Mélyhegedű
- Gordonka
- Gordon
- Gitár
- Régi-zene

- Zeneelméleti Tanszék
- Zeneszerzés Tanszék
- Zenetudományi Tanszék

Tanszéki csoport:
- Idegen Nyelvi

Kodály Zoltán Zenepedagógiai Intézet
Képzések:
- MA Kodály-zenepedagógia (Kecskemét)
- MA zeneismeret-tanár (Budapest)

Bartók Béla Zeneművészeti Szakközépiskola és Gimnázium, a Liszt Ferenc Zeneművészeti Egyetem Gyakorlóiskolája

### A Kodály Zoltán Zenepedagógiai Intézet
A Liszt Ferenc Zeneművészeti Egyetem telephelye, a Kodály Zoltán Zenepedagógiai Intézet Kecskeméten a Kéttemplom köz 1. szám alatt működik 1975 óta. A Bács-Kiskun Megyei Tanács a Kecskemét város központjában álló, az 1730-as évek közepén épült ferences rendi kolostorépületet 1973–1975 között újíttatta fel. A terveket Kerényi József építész készítette a műemlékvédelmet, és a mindennapi használatot is figyelembe véve.

### Az intézmény által alapított és fenntartott közoktatási intézmények

#### Liszt Ferenc Zeneművészeti Egyetem Bartók Béla Zeneművészeti és Hangszerészképző Gyakorló Szakgimnázium
A Hangszerészképző Szakközépiskola 1991-ben alakult Budapesten, Vörösmarty u. 35. szám alatt. Az intézmény érettségi utáni nappali tagozatos OKJ-s szakképzést folytat. Az elméleti oktatás mellett koordinálja és felügyeli a gyakorlati képzést, amely a szakma sajátosságaiból adódóan országszerte több – átlagosan 25-30 – kisebb-nagyobb műhelyben folyik (szórványképzés).

### Igazgatók, főigazgatók és rektorok
- Erkel Ferenc (1875–1887)
- Mihalovich Ödön (1887–1919)
- Dohnányi Ernő zongoraművész, zeneszerző (1919)
- Hubay Jenő hegedűművész (1919–1934)
- Dohnányi Ernő (1934–1943)
- Zathureczky Ede hegedűművész (1943–1957)
- háromtagú igazgatótanács: Szabolcsi Bence elnök, Szabó Ferenc[74] és Kadosa Pál[75] (1957–1958)
- Szabó Ferenc zeneszerző (1958–1967)
- Kovács Dénes hegedűművész (1967–1980)
- Ujfalussy József zenetörténész, zeneesztéta (1980–1988)
- Soproni József zeneszerző (1988–1994)
- Lantos István zongoraművész (1994–1997)
- Falvai Sándor zongoraművész (1997–2004)
- Batta András zenetörténész (2004–2013)
- Vigh Andrea hárfaművész (2013–2023)[76]
- rektori feladatokkal megbízott rektorhelyettes: Kutnyánszky Csaba (2023–2025)
- Farkas Gábor zongoraművész (2025–)[77]

### Jeles tanárok
A Zeneakadémia saját hagyománya töretlen, oktatói valódi családfát alkotnak. A zongoraprofesszorok Liszt növendékeinek növendékeitől tanultak, a hegedűtanárok Hubay Jenőig vezetik vissza művészi genealógiájukat, aki ma kamarazenét tanul, az érzékelhetően Weiner Leónak is növendéke. A 20. század számos nagy újítója volt növendéke és tanára: Kodály és Bartók, Ligeti, Kurtág és Eötvös egyaránt ezer szállal kötődtek, illetve kötődnek hozzá. Dohnányi Ernőtől Vásáry Tamáson át a Kocsis-Ránki-Schiff generációig és tovább a 20. század megannyi legendás zongoristája indult innen, vagy éppen hegedűművészek, mint Szigeti József, Végh Sándor vagy Pauk György, s persze ott vannak a karmesterek Solti Györgytől Doráti Antalig, akik nélkül a 20. századi észak-amerikai szimfonikus zenei élet gyakorlatilag elképzelhetetlen. A zenei képzés egyedülállóan nagy ívet fog át: a kivételes tehetségek előkészítő osztályába tízéves kortól várják a növendékeket, a hangszeres és elméleti órák túlnyomó többsége magánóra jellegű, vagy kis csoportokban folyik, valamennyi szakon kínál mesterképzést (jórészt angol nyelven is), a Doktori Iskola pedig PhD-programot éppúgy kínál (zenetudósok számára), mint DLA-programot (előadóművészeknek). Története során negyvennél több ország növendéke fordult meg a Zeneakadémián, s évről évre nagyjából minden ötödik diák külföldi.
- Liszt Ferenc, zongora, 1875–1886
- Erkel Ferenc, zongora, 1875–1885
- Robert Volkmann, zeneszerzés, 1875–1883
- id. Ábrányi Kornél, zenetörténet, zeneesztétika, zeneelmélet, zeneszerzés, 1875–1888
- Pauli Richárd, ének, 1882–1901
- Hans Koessler, orgona, zeneszerzés, 1882–1908 és 1920–1924
- David Popper, gordonka, 1886–1913
- Hubay Jenő, hegedű, 1886–1919
- Mihalovich Ödön, 1887–1919
- Thomán István, zongora, 1888–1906
- Gianicelli Károly, gordon, 1890–1912
- Szendy Árpád, zongora, 1891–1922
- Bartók Béla, zongora, 1907–1940
- Kodály Zoltán, zeneelmélet, zeneszerzés, népzene, 1907–1945
- Weiner Leó, zeneelmélet, zeneszerzés, kamarazene, 1908–1957
- Siklós Albert, zeneszerzés, zeneesztétika, zenetörténet, 1910–1940
- Kerpely Jenő, gordonka, kamarazene, 1913–1919 és 1929–1948
- Dohnányi Ernő, zongora, zeneszerzés, 1915–1934
- Romagnoli Ferenc, kürt, 1916–1959
- Waldbauer Imre, hegedű, kamarazene, 1918–1919 és 1927–1946
- Molnár Antal, zenetörténet, zeneesztétika, kamarazene, zeneelmélet, 1918–1958
- Felix Weingartner, karmester, 1920–1927
- Harmat Artúr, karvezetés, egyházzene, 1924–1935 k.
- Országh Tivadar, hegedű, 1927–1963
- Bárdos Lajos, egyházzenei és zeneelméleti tárgyak, 1928–1966
- Zathureczky Ede, hegedű, 1929–1943
- Ádám Jenő, szolfézs, zeneelmélet, kamaraének, dalirodalom, énekkar, 1929–1959
- Kókai Rezső, zongora, zeneszerzés, zeneelmélet, zeneesztétika, zenetörténet, 1929–1962
- Maleczky Oszkár, ének, színpadi beszéd, 1932–1962
- Rácz Aladár, cimbalom, 1938–1958
- Pécsi Sebestyén, orgona, 1940–1980
- Gárdonyi Zoltán, zenetörténet, zeneelmélet, 1941–1969
- Vásárhelyi Zoltán, karvezetés, 1941–1977
- Forrai Miklós, karvezetés, ének, 1941–1988
- Szabolcsi Bence, zenetörténet, zenetudományi tárgyak, 1945–1973
- Hernádi Lajos, zongora, 1945–1975
- Bartha Dénes, zenetudományi tárgyak, 1945–1979
- Kadosa Pál, zongora, 1945–1983
- Nagy Olivér, zeneelmélet, zongora, 1945–1996
- Ferencsik János, zenekari gyakorlat, 1946–49
- Járdányi Pál, zeneelmélet, népzene, 1946–1959
- Ferenczy György, zongora, 1946–1974
- Lukács Pál, ének, brácsa, 1946–1981
- Rados Dezső, hegedű, 1947–1974
- Gergely Ferenc, orgona, 1948–1976
- Banda Ede, gordonka, kamarazene, 1948–1996
- Solymos Péter, zongora, 1948–1997
- Garay György, hegedű, 1949–1960
- Hartai Ferenc, fuvola, 1949–1968
- Farkas Ferenc, zeneszerzés, 1949–1971
- Maros Rudolf, zeneszerzés, zeneelmélet, hangszerelés, fúvós kamarazene, 1949–1977
- Szervánszky Endre, zeneszerzés, 1949–1977
- Antal István, zongora, 1949–1978
- Mihály András, kamarazene, 1949–1992
- Mikó András, színpadi gyakorlat, 1949–1992
- Ligeti György, zeneszerzés, ellenpont, 1950–1956
- Friss Antal, gordonka, 1950–1972
- Szőllősy András, zenetudományi tárgyak, 1950–1991
- Vincze Imre, zeneszerzés, 1951-1968
- Dávid Gyula, zeneelmélet, fúvós hangszerelés, fúvós kamarazene, 1951–1974
- Kistétényi Melinda, szolfézs, 1955–1989
- Ujfalussy József, zeneesztétika, zenetörténet, zeneelmélet, 1955–2010
- Kórodi András, zenekari vezénylés, 1957–1982
- Kovács Dénes, hegedű, 1957–2005
- Lukács Ervin, zenekari vezénylés, 1957–1959 és 1982–1998
- Sándor Frigyes, kamarazene, 1958–1975
- Szokolay Sándor, 1959–1994
- Szőnyi Erzsébet, karvezetés, 1960–1981
- Kroó György, zenetörténet, 1961–1997
- Bächer Mihály, zongora, 1962–1993
- Halász Ferenc, hegedű, 1962–1994
- Zempléni Kornél, zongora, 1964–1989
- Pernye András, zeneelmélet, zenetörténet, 1965–1980
- Máthé Klára, Előkészítő Tagozgat – zongora, 1966–1985
- Kurtág György, zongora, kamarazene, 1967–1993
- Pongrácz Péter, oboa, 1967–2001
- Rados Ferenc, kamarazene, 1968–1996
- Petrovics Emil, zeneszerzés, 1968–2002
- Kiss András, hegedű, 1968–2005
- Simon Albert, zenekar, 1968–1986
- Dobszay László, egyházzenei tárgyak, 1970–2011
- Vikár László, népzene, 1970–?
- Durkó Zsolt, zeneszerzés, 1971–1977
- Kocsis Zoltán, zongora, 1973–1990
- Ránki Dezső, zongora, 1973–1997
- Ittzés Mihály, Kodály Intézet – szolfézs, zeneelmélet, zeneirodalom, népzene, karvezetés, 1973–2018
- Szenthelyi Miklós, hegedű, 1973-tól napjainkig
- Rajeczky Benjamin, paleográfia, népzeneelmélet, népzenei bibliográfia, 1974–1989
- Schiff András, zongora, 1975–1983
- Lehotka Gábor, orgona, 1975–2008
- Prőhle Henrik, fuvola, 1975–2011
- Bozay Attila, zeneszerzés, 1979–1999
- Balassa Sándor, hangszerelés, 1981–1995
- Devich Sándor, kamarazene, 1981–2014
- Devich János, kamarazene, 1986–2017
- Babos Gyula, jazz-gitár, 1997–2018
- Gyöngyösi Zoltán, fuvola, 2001–2011
- Marton Éva, ének, 2005-től napjainkig
- Lantos István, zongora, 1973-tól napjainkig
- Falvai Sándor, zongora, 1973-tól napjainkig
- Párkai István, karvezetés, 1953–2017
- Botvay Károly, 1983-tól napjainkig
- Szokolay Sándor, zeneszerzés, 1966–1994
- Perényi Miklós, gordonka, 1974-től napjainkig
- Perényi Eszter, hegedű, 1975-től napjainkig
- Somfai László, zenetudományi tárgyak, 1968-tól napjainkig
- Komlós Katalin, szolfézs, zeneelmélet, 1973-tól napjainkig
- Rolla János, kamarazene, 2008–2011, 2017-től napjainkig
- Ábrahám Márta, hegedű, 2005-től napjainkig
- Eötvös József, gitár, 2002-től napjainkig

### Nevezetes hallgatói
A Liszt Ferenc Zeneművészeti Egyetem hallgatói közül sokan tettek szert nagy elismerésre, világhírnévre. Csak néhány nevet kiemelve, itt tanult Solti György, Doráti Antal, Végh Sándor, Vásáry Tamás, Pauk György, Schiff András, Szenthelyi Miklós, Ránki Dezső, Kiss Gyula, Balázs János és Kocsis Zoltán is.

## Az épületek

### A főépület
Cím: 1061 Budapest, Liszt Ferenc tér 8., telefon: (1) 462-4600

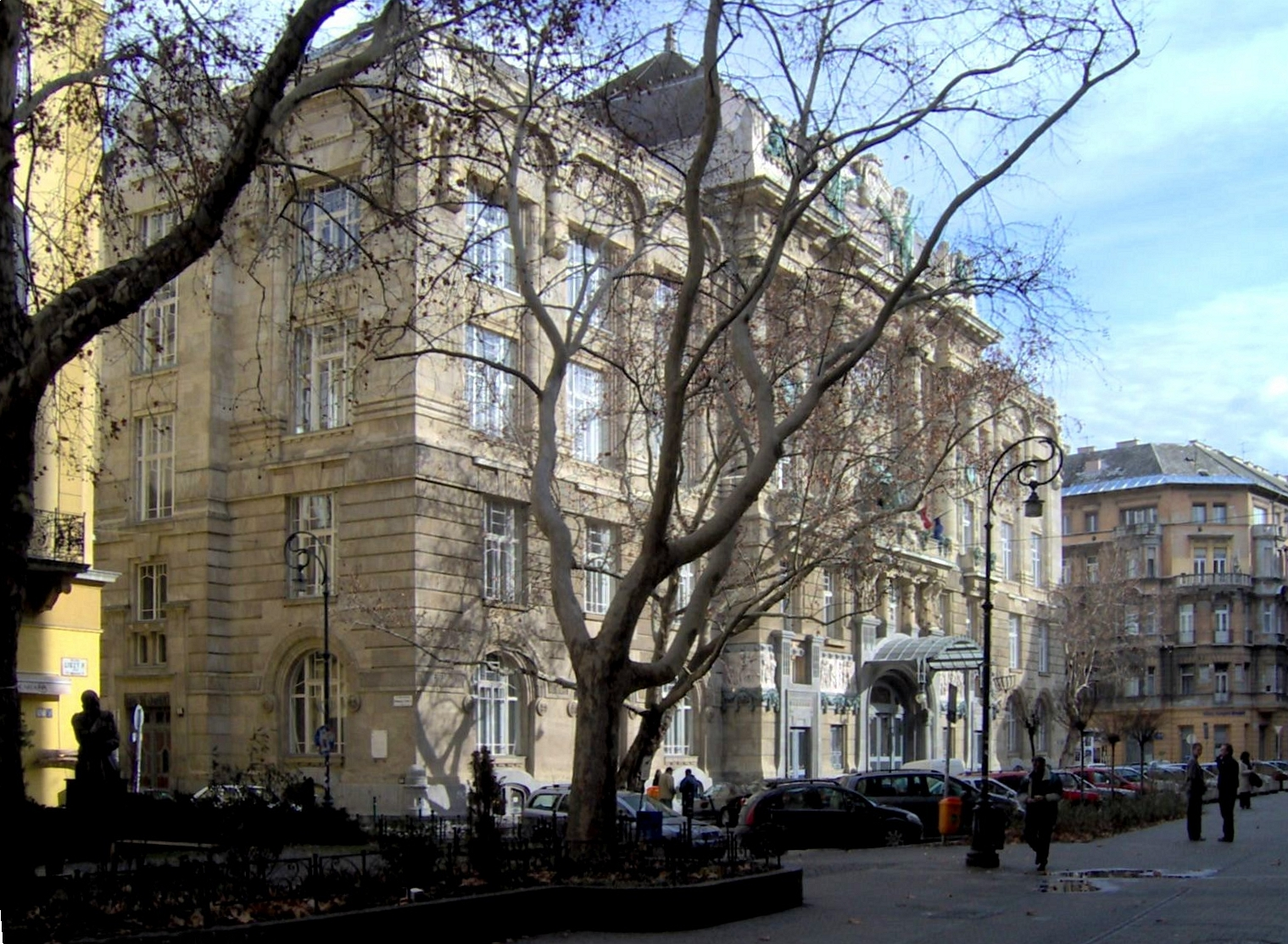
A Liszt Ferenc Zeneművészeti Egyetem épülete

A Zeneakadémia fő (történetének harmadik) épületének főbejárata a mai Liszt Ferenc térre, tényleges bejárata a Király utcára néz. Az épület tervezésével báró Wlassics Gyula vallás- és közoktatási miniszter Korb Flóris és Giergl Kálmán társépítészeket bízta meg, mivel a két építészt már 1889 óta foglalkoztatta a terv és saját költségükre több vázlatot is készítettek. A tervek 1903-ban történő jóváhagyása után az építkezés 1904-ben kezdődött Fittler Kamill miniszteri biztos vezetésével. Kiemelkedő értékei közül külön meg kell említeni az épület szerkezetét, mind tervezői, mind kivitelezői szempontból. Az eredeti tervdokumentáció dr. Zielinski Szilárd mérnök, műegyetemi magántanár irodájában készült. A Zeneakadémia Nagyterme korai vasbeton építészetünk kiemelkedő alkotása. Nagy értéket képviselnek Róth Miksa díszüvegezési és üvegmozaik munkái, Telcs Ede antik stílusban faragott frízei és domborművei, Senyei Károly, Gróh István frízlemezei, Körösfői-Kriesch Aladár freskói valamint a pécsi Zsolnay porcelángyár eozinmázas csempéi és díszei.
A főhomlokzatot Strobl Alajos monumentális, háromméteres Liszt-ülőszobra ékesíti a főbejárat fölött. Raffay Endre szerint mint a zene istenének földi helytartója trónol a névadó, aki abbé ruhát visel, jobb kezében a Szent Erzsébet legendája című oratóriuma partitúráját tartja. Mellette kétoldalt, az oldalerkélyek ajtajai felett Erkel Ferenc és Volkmann Róbert portréja látható.
A Zeneakadémia ünnepélyes megnyitója 1907. május 12. és 14. között volt.
Az intézmény új, Budapest VII., Wesselényi u. 52. alatti épületét a 2011/12-es tanév kezdetére adták át. Ezután elkezdődött a Liszt Ferenc téri épület teljes felújítása.
A Zeneakadémia teljes körű felújítását követő, ünnepélyes újraavatása 2013. október 22-én, Liszt Ferenc születésének 202. évfordulóján, az állami- és a művészeti élet prominens képviselői jelenlétében történt meg, nagyszabású hangverseny keretében.

### Ligeti György épület
Cím: 1077 Budapest, Wesselényi utca 52., telefon: (1) 462-4600
A műemlék jellegű ingatlanok közül a Liszt Ferenc Zeneakadémiája – az európai felsőfokú zenei oktatás megújuló központja Budapesten projekt keretében újult meg, és került az egyetem kezelésébe a 2011. október 1. óta Ligeti György nevét viselő épület. Itt kaptak helyet az Egyetem vezetésének, valamint a támogató adminisztratív területeknek (jelenleg a Rektori és Kancellári Kabinet, a Jogi Igazgatóság, a Kommunikációs és Médiatartalmi Igazgatóság, a Főtitkári iroda, az Oktatási és Tanulmányi Osztály, a Gazdasági Igazgatóság, a Bér- és Munkaügyi Osztály, a Nemzetközi és Intézményfejlesztési Osztály, a Koncert- és Rendezvényközpont, az Informatikai, az Üzemeltetési Osztály és az AVISO) az irodái. Az épületben továbbá elméleti és zenei tárgyak oktatásához megfelelő tantermek, audiovizuális eszközökkel felszerelt előadók, professzionális hangfelvételek készítésére alkalmas stúdió, valamint 28 gyakorlóterem található, melyek 0-24 órában a zeneakadémisták rendelkezésre állnak.

### Régi Zeneakadémia
Cím: 1064 Budapest, Vörösmarty utca 35., telefon: (1) 322-9804
Az Andrássy út sarkán álló épület az 1875-ben megnyílt intézmény második székhelye volt, 1879 őszétől 1907 közepéig szolgált a zeneakadémiai oktatás színhelyéül. Hosszú évtizedekig más funkciót kapott, majd 1980-tól került ismét a Zeneakadémia (akkor Liszt Ferenc Zeneművészeti Főiskola) kezelésébe. Ebben az épületben folyik az egyházzenei képzés, az orgona, csembaló stúdiumok, a kamarazene, vonós- és gitárórák egy része. Kedvelt koncerthelyszín az épület Kamaraterme, melyből közvetlen ajtó nyílik Liszt utolsó pesti lakásának ma múzeumként látogatható szobáiba.

### Semmelweis utcai épület
Cím: 1052 Budapest, Semmelweis utca 12., telefon: (1) 318-2044
Az egykori bérház 1949-től a mai Bartók Konzervatóriumnak, majd a Liszt Ferenc Zeneművészeti Egyetem Budapesti Tanárképző Intézetének adott otthont. A főiskolai és egyetemi tagozat 2007-es összevonását, illetve a Liszt Ferenc téri főépület 2009-es bezárását követően ide költözött a Zeneakadémia teljes fafúvós, cimbalom, zongorakísérő-korrepetitor és ének képzése. A 2013/14-es tanévtől itt folynak a Népzene Tanszék órái, továbbá a kötelező ütő, valamint az elméleti órák.

### Köztelek utcai épület
Cím: 1092 Budapest, Köztelek utca 8., telefon: (1) 323-1750
Ebben az épületben található a Jazz Tanszék.

### Üllői úti épület
Cím: 1091 Budapest, Üllői út 25., telefon: (20) 520-5090
Az Üllői úti épületben található az egyetem Zongorajavító Műhelye és a Hangszertára.

## Az intézmény névváltozásai
- Liszt Ferenc Zeneművészeti Egyetem (2007–)
- Liszt Ferenc Zeneművészeti Főiskola egyetemi ranggal (2000–2007)
- Liszt Ferenc Zeneművészeti Főiskola (1925–2000)
- Országos Magyar Zeneművészeti Főiskola (1918–1925)
- Országos Magyar Királyi Zeneakadémia (1893–1918)
- Országos Magyar Királyi Zene- és Színművészeti Akadémia (1887–1893)
- Országos Magyar Királyi Zeneakadémia (1875–1887)

## A Zeneakadémia mint intézmény által elnyert díjak
- Best Print Hungary 2019 – Periodika kategória, "arany" fokozatú díj (a Zeneakadémia Koncertmagazin 2018. szeptember-december; 2019. január-júniusi számai)[90]
- 1. MediaDesign verseny[m 3]

- „szórólapok/prospektusok" második helyezett (a Liszt Ferenc Zeneművészeti Egyetem egyestés előadás ismertető füzetekkel) és – „havonta vagy ritkábban megjelenő lapok" harmadik helyezett, (a 2013-as koncertmagazinjáért 2013)
- 15. Arany Penge Kreatív Fesztivál

- Bronz Penge-díj (a Zeneakadémia kreatív koncertismertetőiért, 2014)
- 59. Red Dot Design Award

- arculat kategória „piros pont” (a Liszt Ferenc Zeneművészeti Egyetem kommunikációs dizájnjáért, 2014)
- 16. Magyar Ingatlanfejlesztési Nívódíj Pályázat[m 4]

- nívódíj (a Liszt Ferenc téri főépület megújításáért, az épület előtti tér rendezéséét, és a Wesselényi utcai épület létrehozásáért, illetve a felújítás komplex jellegéért, 2014)
- 1. Kreatív Craft Award

- legjobb grafika díj 1. helyezett (a Zeneakadémia Egyestés műsorfüzeteiért, Kovács Lehel, Szabó Stein Imre, 2014)
- 51. Chicagói Nemzetközi Filmfesztivál(wd)

- Ezüst Hugo-díj a televíziós verseny „televíziós reklámok–intézményi arculat" kategóriájában (a Zeneakadémia Lisztérium „Ahol él a zene” című imázsklipje, 2015)
- FIABCI Prix d'Excellence nemzetközi nívódíj pályázat

- Speciális épületek kategória II. díj és
- Örökségvédelmi kategória megosztott második díj (Lakatos Gergely, 2015)
- Európai Örökség-díj(2016)[101]
- Europa Nostra-díj nagydíja (a kulturális örökség megőrzése kategóriában, 2015)[102][103]
- 60. Red Dot Design Award

- „film és animáció” kategória „vállalati és imázsfilm” alkategóriája „piros pont” (a Zeneakadémia Lisztérium „Ahol él a zene” című imázsklipjéért, 2015)
- 7. Design Management Díj (Magyar Formatervezési Tanács)

- Design Management elismerő oklevél (a formai megújulásért és folyamatosságért az épületben, a stratégiai pozicionálásban, a kommunikációban és a programfejlesztésben, melyek stratégiai megvalósítása töretlen, továbbá az innovatív tartalmat is kommunikálja és befolyásolja a design mind a fizikai, mind pedig a digitális térben. 2015)
- Xll. Aranyszem Fesztivál

- Aranyszem reklám kategória díj (Dobóczi Balázs, a Zeneakadémia imázsklip reklámfilmjének fényképezésért, 2015)
- Hipnózis kreatív reklámverseny

- outdoor (közterületi) kategória arany díj a Zeneakadémia – a zene, 140 éve kampányért (a kommunikációs igazgatóság, 2016)
- Arany Penge 2016 (a kommunikációs igazgatóság, 2016)[113][114]

- Craft – legjobb dizájn kivitelezés kategória Bronz Penge
- Hagyományos outdoor plakát kategória Bronz Penge
- Craft – legjobb outdoor kivitelezés kategória Bronz Penge
- Quacquarelli Symonds(wd) (QS) World University Rankings 2016-os toplista

- a világ 30. legjobb előadó-művészeti egyeteme
- 53. Chicagói Nemzetközi Filmfesztivál

- Ezüst Hugo-díj a televíziós verseny „egyedi reklám" kategóriájában (a Zeneakadémia Bartók Világverseny és Fesztivál eseményének „A zene határtalanul” című imázsklipje, 2017)
- 62. Red Dot dizájnverseny

- „film és animáció” kategória „piros pont” díj (A zene határtalanul, a Bartók Világverseny és Fesztivál imázs szpot, 2017)
- 8. Cannes Corporate Media & TV Awards

- Ezüst Delfin-díj (az A zene határtalanul, a Bartók Világverseny és Fesztivál imázs szpotért, 2017)

## Képgaléria

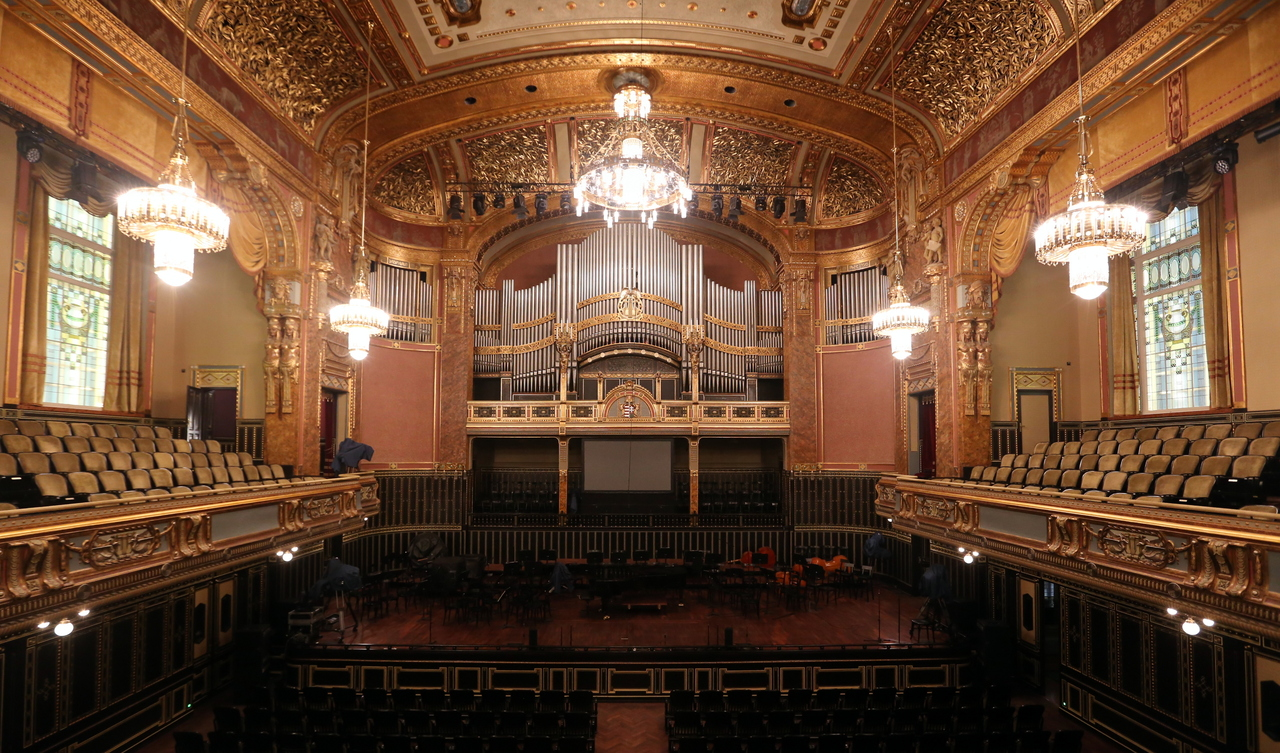
A Nagyterem
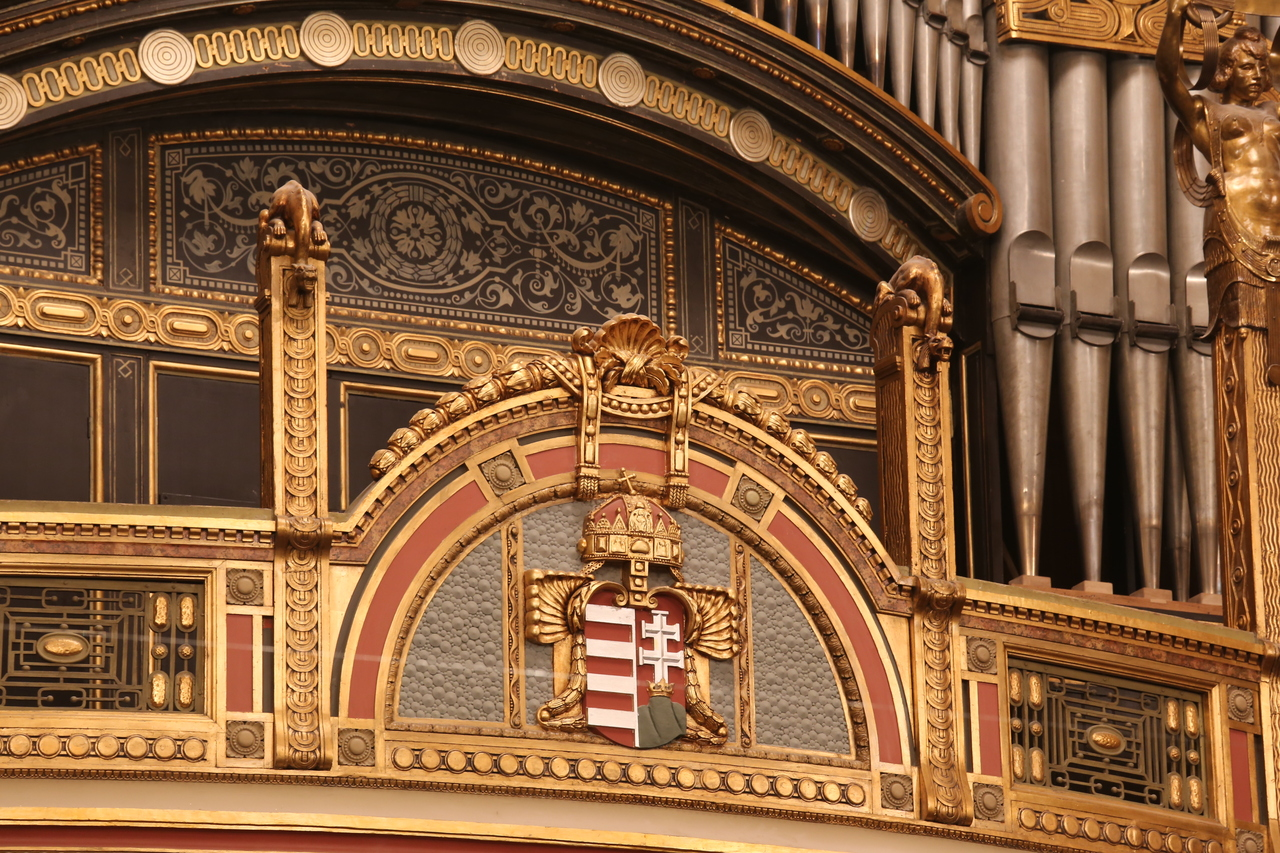
A Nagyterem – részlet
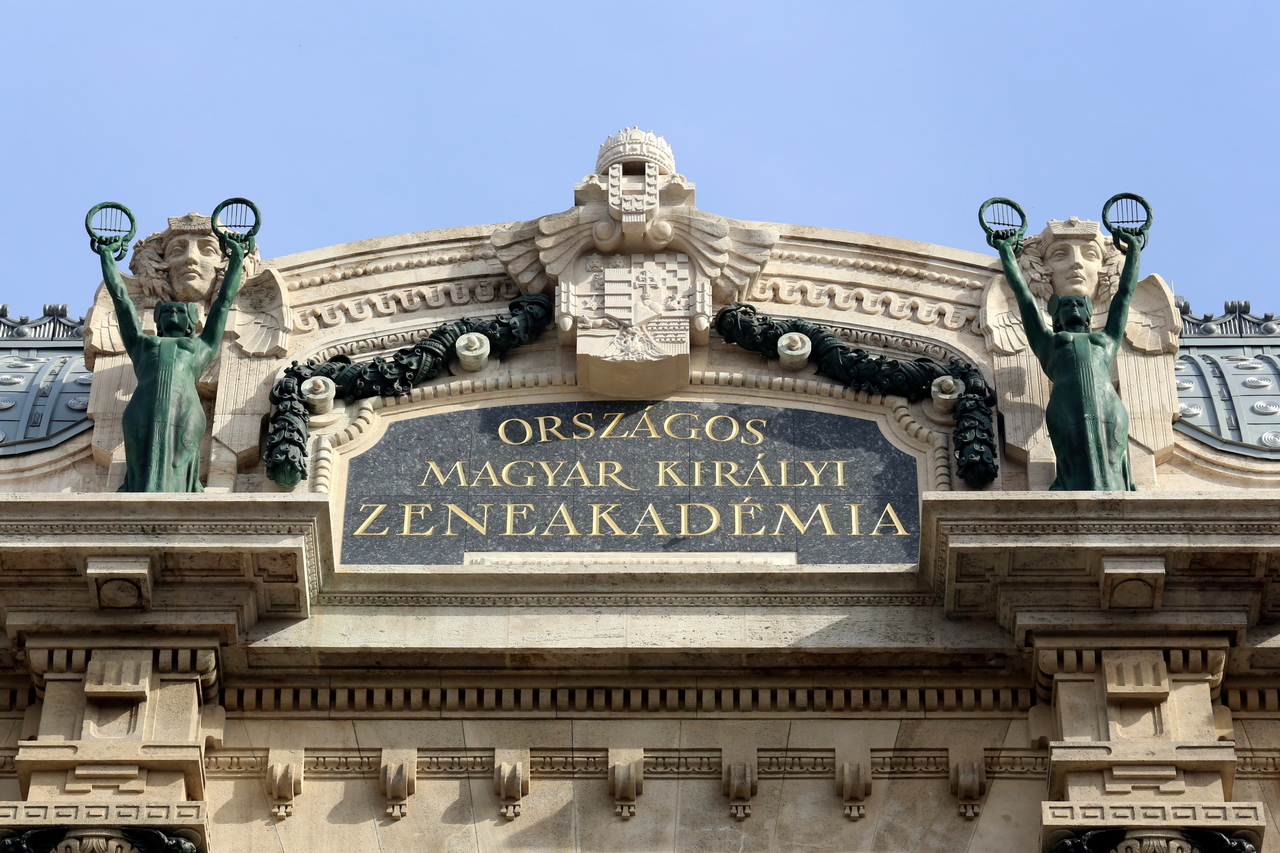
A homlokzat – részlet
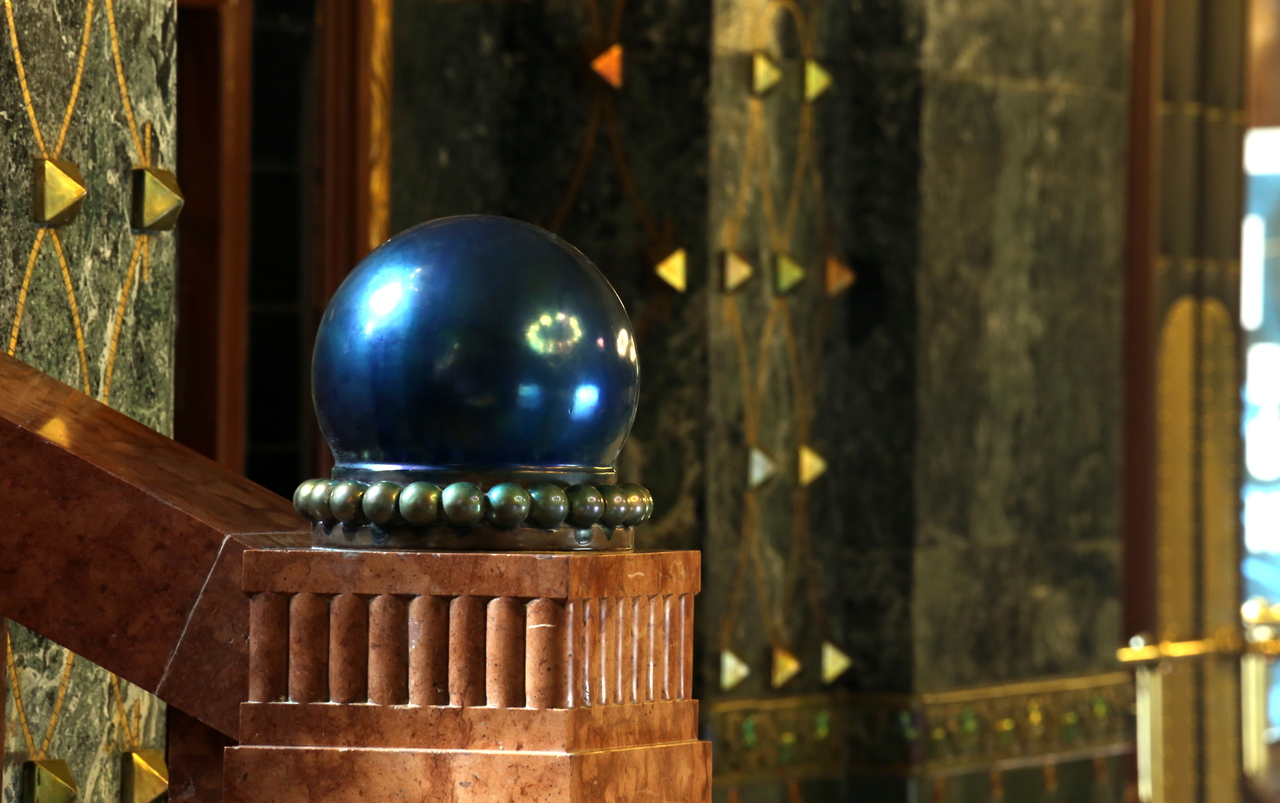
Labradormázas Zsolnay-kerámiagömb az aulában – részlet
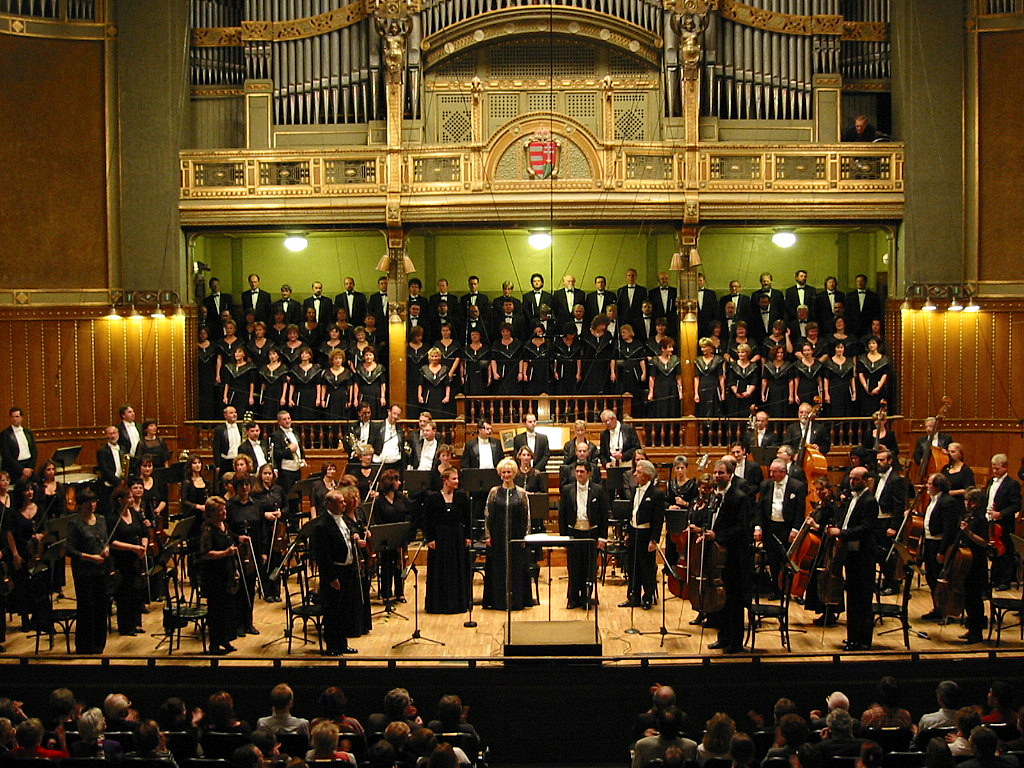
A Nagyterem 2003-ban